# Campeonato Paulista 1933
In 1933 werd het 32ste Campeonato Paulista gespeeld voor clubs uit de Braziliaanse staat São Paulo. De competitie werd gespeeld van 7 mei tot 26 november. Palestra Itália werd kampioen. 
Dit was tevens het eerste profkampioenschap van de staat. Alle clubs, behalve Sírio, namen dit jaar ook deel aan de eerste editie van het Torneio Rio-São Paulo, waar ook clubs van het Campeonato Carioca aan deelnemen. De wedstrijden voor de clubs uit São Paulo werden niet apart gespeeld, maar hier werd de uitslag van het Campeonato Paulista overgenomen. 

## Eindstand
| Plaats | Club            | Wed. | W  | G | V  | Saldo | Ptn. |
| ------ | --------------- | ---- | -- | - | -- | ----- | ---- |
| 1.     | Palestra Itália | 14   | 12 | 1 | 1  | 48:13 | 25   |
| 2.     | São Paulo       | 14   | 11 | 1 | 2  | 62:16 | 23   |
| 3.     | Portuguesa      | 14   | 9  | 3 | 2  | 41:16 | 21   |
| 4.     | Corinthians     | 14   | 7  | 1 | 6  | 31:38 | 15   |
| 5.     | Santos          | 14   | 6  | 1 | 7  | 41:38 | 13   |
| 6.     | AA São Bento    | 14   | 4  | 1 | 9  | 19:27 | 9    |
| 7.     | Ypiranga        | 14   | 3  | 0 | 11 | 20:44 | 6    |
| 8.     | Sírio           | 14   | 0  | 0 | 14 | 10:80 | 0    |

|  | Kampioen |

### Kampioen
| Campeonato Paulista de 1933         |
| São Paulo                           |
| ----------------------------------- |
| PALESTRA ITÁLIA Kampioen (5° titel) |

## Topschutter
| Speler            | Speler            | Goals | Club      |
| ----------------- | ----------------- | ----- | --------- |
| Vlag van Brazilië | Waldemar de Brito | 21    | São Paulo |